# Heino Lill
Heino Lill (nascido a 13 de fevereiro de 1944 em Tartu) é um técnico de basquetebol da Estónia e ex-jogador de basquetebol.
De 1963 a 1972 jogou pela selecção nacional de basquetebol da Estónia e pelo BC Tallinna Kalev.
Entre 1978 e 1980 foi treinador da equipa nacional de basquetebol da Estónia e também do BC Tallinna Kalev. Mais tarde, de 1990 a 2001, foi treinador de duas equipas finlandesas: Kuopio e Karkkila.
Desde 2001 chefia o TTÜ Sport Center.
Em 2014 foi premiado com a Ordem da Estrela Branca, 5ª classe.